# Beauziac
Beauziac (okzitanisch: Bausiac) ist eine französische Gemeinde mit 236 Einwohnern (Stand: 1. Januar 2022) im Département Lot-et-Garonne in der Region Nouvelle-Aquitaine. Sie gehört zum Arrondissement Nérac und zum 1996 gegründeten Kommunalverband Coteaux et Landes de Gascogne. Die Bewohner nennen sich Beauziacais.

## Geografie
Beauziac liegt in der Guyenne, 50 Kilometer westnordwestlich der Stadt Agen. 
Nachbargemeinden von Beauziac sind Saint-Martin-Curton im Norden und Westen, Poussignac im Nordosten, Casteljaloux im Osten sowie Pindères im Süden.

## Bevölkerungsentwicklung
| Jahr                       | 1962 | 1968 | 1975 | 1982 | 1990 | 1999 | 2006 | 2011 | 2018 |
| Einwohner                  | 218  | 192  | 175  | 173  | 195  | 215  | 240  | 257  | 235  |
| Quellen: Cassini und INSEE |      |      |      |      |      |      |      |      |      |

## Sehenswürdigkeiten
- Kirche Saint-Ferréol aus dem 17. Jahrhundert
- Kapelle Sainte-Radegonde mit dem Friedhof Le Tren
- Schloss Beauziac
- Schloss Carnine

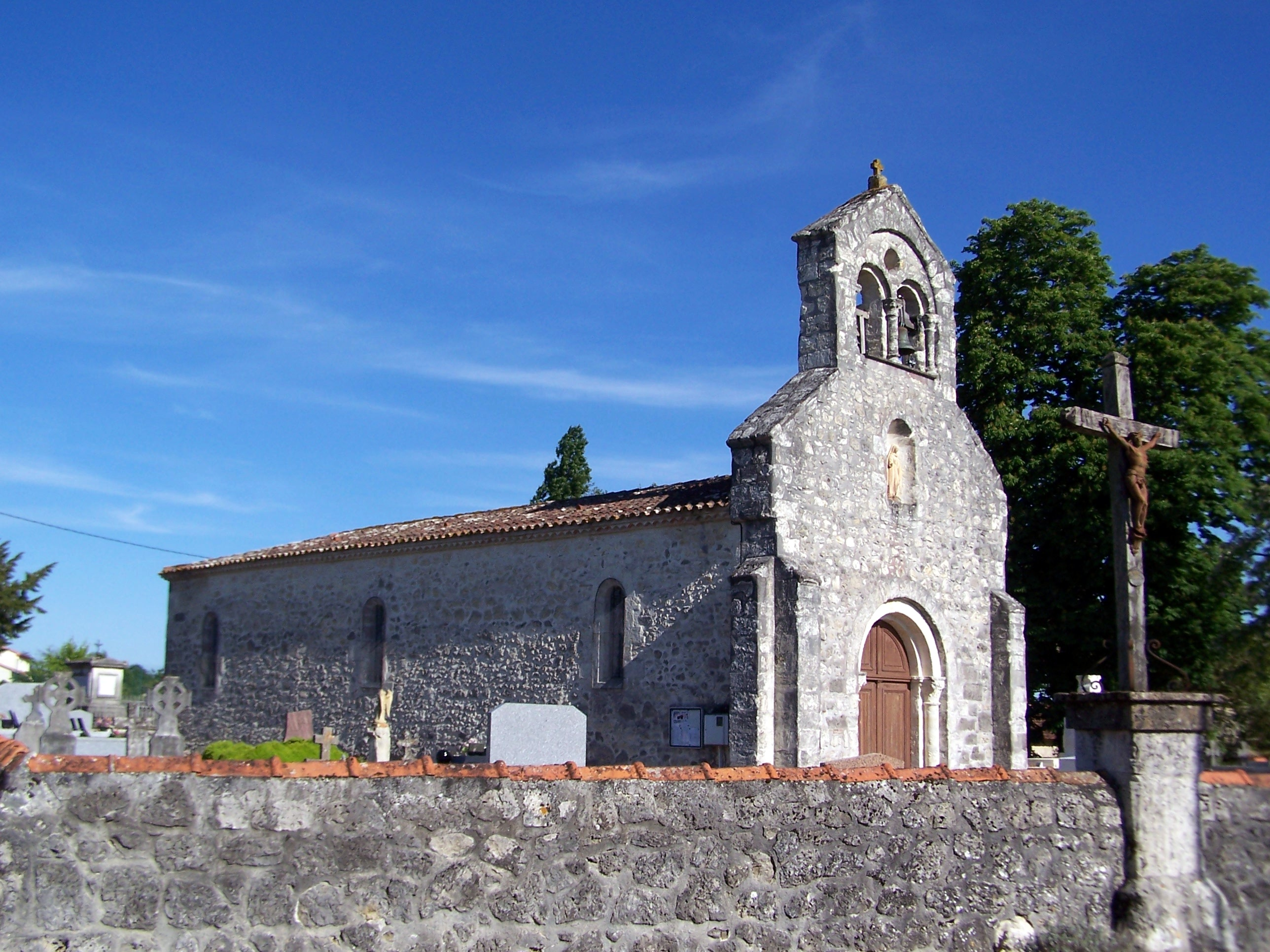
Kirche Saint-Ferréol
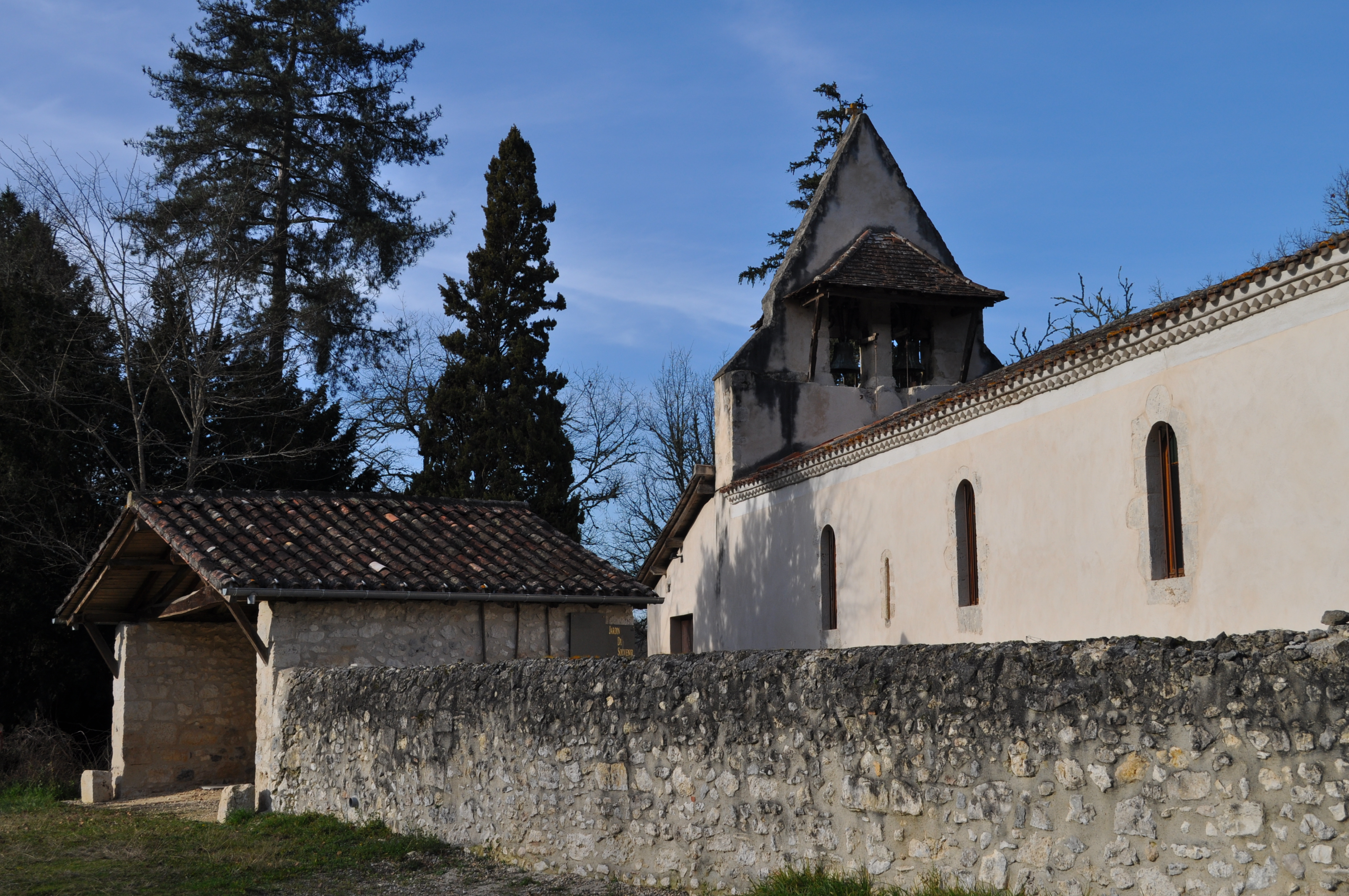
Kapelle Sainte-Radegonde
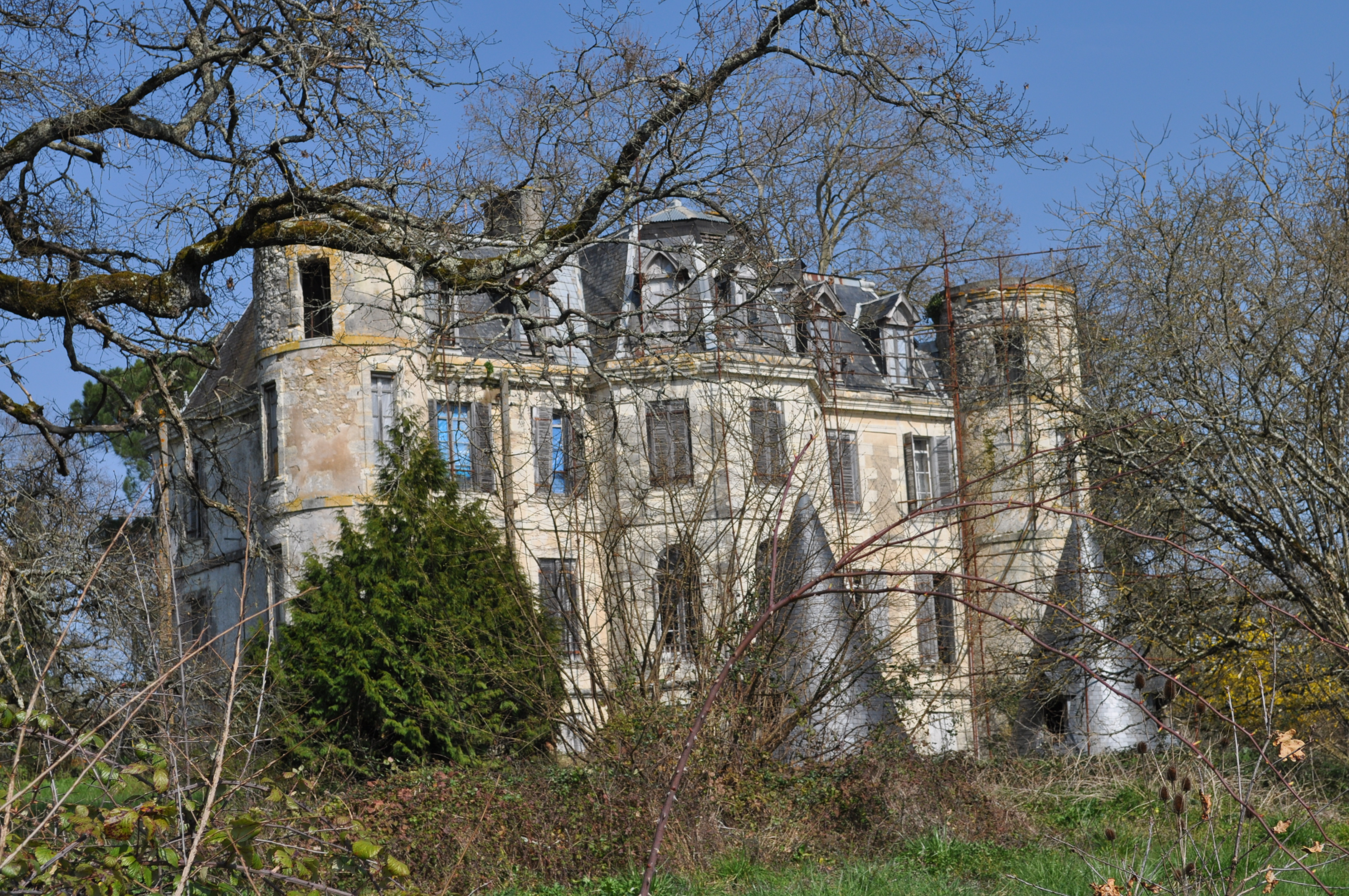
Schloss Beauziac
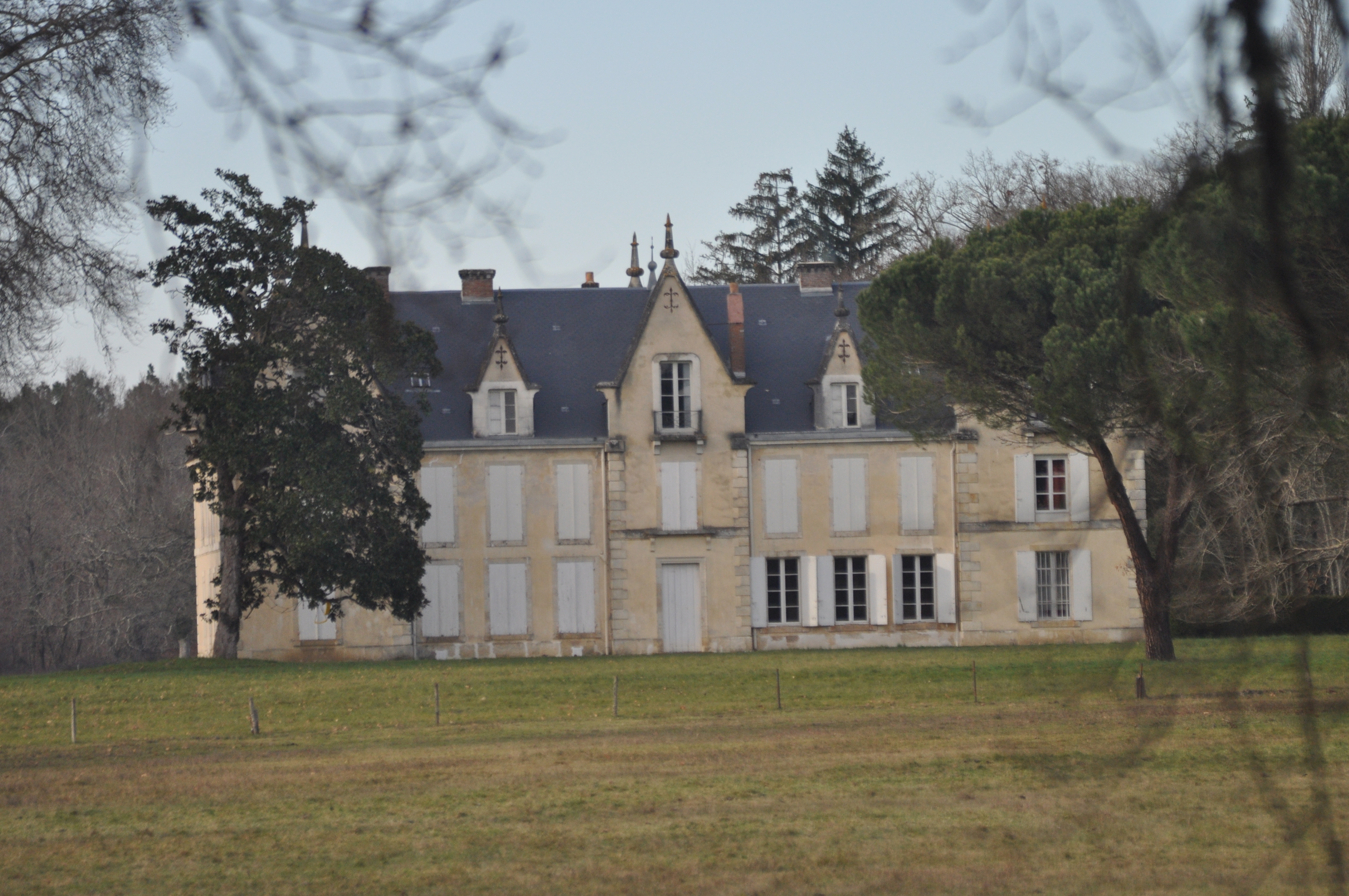
Schloss Carnine

## Belege
1. ↑  Beauziac auf cassini.ehess.fr
2. ↑  Beauziac auf insee.fr